# Physalis angulata
Physalis angulata es una especie de planta herbácea perteneciente a la familia de las solanáceas. 

## Descripción
Son hierbas anuales, que alcanzan un tamaño de hasta 50 cm de alto; los tallos erectos, angulados, puberulentos con líneas de tricomas simples, glabrescentes. Las hojas son ovadas o lanceoladas, de hasta 10 cm de largo, el ápice acuminado, agudo u obtuso, la base angosta, irregularmente dentadas pero a veces subenteras, glabras; con de pecíolos de 1–4 cm de largo. Las flores con pedicelo de 1–12 mm de largo, con pocos tricomas cortos y recurvados; el cáliz subcónico, de 3–4 mm de largo, lobado hasta la 1/2 de su longitud, lobos deltoides, escasamente puberulentos en líneas; la corola rotácea, de 8–12 mm de diámetro, blanca o amarilla, sin marcas o con un ojo borroso; anteras de 1.8–2.5 mm de largo, purpúreas. El fruto es una baya de 10–12 mm de diámetro, cáliz redondeado o ligeramente 10-angulado, de 20–35 mm de largo, con pocos tricomas en las costillas o en los ápices, de otro modo glabro, pedicelos de 10–25 mm de largo, glabros; semillas 1.6–1.7 mm de diámetro, amarillentas.

## Distribución y hábitat
Es una especie común, maleza en ciudades y cultivos,  mayormente cerca del nivel del mar pero hasta 1600 metros. Se encuentra desde Estados Unidos hasta Argentina y en las Antillas, está naturalizada en casi todo el mundo.

## Taxonomía
Physalis angulata fue descrita por Linneo y publicado en Species Plantarum 1: 183, en el año 1753.
Citología
Número de cromosomas de Physalis angulata (Fam. Solanaceae) y táxones infraespecíficos: 2n=48
Variedades aceptadas
- Physalis angulata var. angulata
- Physalis angulata var. pendula (Rydb.) Waterf.

Sinonimia
- Boberella angulata (L.) E.H.L.Krause
- Physalis angulata var. ramosissima (Mill.) O.E.Schulz
- Physalis esquirolii H.Lév. & Vaniot[3]

## Nombres comunes
- tomates con fruto de cereza, tomates de Brihuega, tomates de invierno, tomatillos de Brihuega.[4]
- capulí cimarrón del Perú, carapamacnan del Perú, tomatillo de Cuba.[5]

En Argentina se llama popularmente 
- tomatillo[6] como nombre patrón propuesto por Petetín en 1984,[7] también alkekenje,[6] farolito,[6] globito.[6]

En el oriente de Bolivia se conoce como "motojobobo".
En Colombia se les llama popularmente como 'Ochuvas'